# Grallenia lipi
Grallenia lipi es una especie de peces de la familia de los Gobiidae en el orden de los Perciformes.

## Morfología
Los machos pueden llegar a alcanzar los 1,6 cm de longitud total y las  hembras1,88.

## Hábitat
Es un pez de mar y, de clima tropical y demersal.

## Distribución geográfica
Se encuentra en el Pacífico occidental: Indonesia. 

## Observaciones
Es inofensivo para los humanos. 